# Franz Radomicki
Franz Radomicki (* 20. Oktober 1912 in Ober-Ramstadt; † 20. Oktober 1981 in Erbach (Odenwald)) war ein hessischer Politiker (SPD) und Abgeordneter des Hessischen Landtags.

## Ausbildung und Beruf
Franz Radomicki arbeitete in verschiedenen Berufen. So besuchte er die Landespolizeischule und arbeitete nach der Verwaltungsprüfung als Polizeibeamter. Er machte eine zweite Lehre als Zimmermann und besuchte die höhere fliegertechnische Fachschule und wurde Fliegeringenieur. Seit 1945 war er im öffentlichen Dienst bei der Kreisverwaltung Erbach (Odenwald), Leiter des Straßenverkehrsamtes, 1952 des Ausgleichsamtes.

## Politik
Franz Radomicki war seit 1930 Mitglied der SPD und der Sozialistischen Arbeiterjugend (SAJ). Er war in der SPD in verschiedenen Vorstandsämtern tätig, so z. B. als Ortsvorsitzender und stellvertretender Kreisvorsitzender. Von 1952 bis 1964 war er Stadtverordneter und Fraktionsvorsitzender der SPD in der Stadtverordnetenversammlung. 1960 scheiterte er beim Versuch, als Bürgermeister vor Erbach gewählt zu werden. Vom 10. April 1964 bis 30. November 1974 war er Mitglied des Hessischen Landtags.